# Свобода и пряка демокрация
Свобода и пряка демокрация (на чешки: Svoboda a přímá demokracie) е националистическа политическа партия в Чехия.

## История
Партията е основана на 5 май 2015 г. от Томио Окамура и Радим Фиала след отцепването на няколко депутати от „Зора на пряката демокрация“.
Партията носи името на евроскептичната група от Европейския парламент – „Европа на свободата и пряката демокрация“. Поддържа връзки с Националния фронт на Марин Льо Пен, който е член на друга евроскептична група – „Европа на нациите и свободата“.